# Tintinova dobrodružství (film)
Tintinova dobrodružství (v anglickém originále The Adventures of Tintin) je animovaný film režiséra Stevena Spielberga natočený podle komiksové série Tintinova dobrodružství belgického kreslíře Hergého. Film, na jehož produkci se podílel také Peter Jackson, měl světovou premiéru 22. října 2011 v Bruselu a Paříži, česká premiéra proběhla 27. října 2011. Snímek byl natočen metodou motion capture s využitím počítačové animace. Jeho scénář je založen na příbězích třech komiksových sešitů Krab se zlatými klepety, Tajemství Jednorožce a Poklad Rudého Rackhama.

## Děj
Mladý reportér Tintin se vydá na trh, kde najde model lodi Jednorožec rytíře Fransoise a ihned si ji koupí. Hned poté se o ní zajímají dva další lidé a proto se Tintin rozhodne pátrat po tom, co je na lodi tak vzácné. V knihovně zjistí, že loď nedoplula a také to, že tajemství Jednorožce může rozluštit jen pravý Haddock. Tintin se vydá na zámek Moulinsart, vnikne do zámku a nalezne tam pan Safarina a také velmi přesnou kopii modelu lodi, kterou vlastní. Když se vrátí ze zámku, objeví , že se mu někdo vloupal do bytu a vše přeházel. Tintin zjistí, že dotyčný hledal svitek papíru, který mu upadl, když loď spadla. Na svitku stálo: „Tré bratří spojených, tré jednorožců spolu plujících, v poledním slunci promluví, neboť ze světla světlo přijde, hvězda září pak na orlův kříž“ a několik tajných značek. Najednou se u dveří Tintinova domu objeví muž který chtěl od Tintina Jednorožce koupit a sdělí mu, že mu jde o život, krátce na to je zastřelen. Kadlec a Tkadlec mu sdělí, že to byl špičkový agent Interpolu. Před svou smrtí do novin, které držel, napsal svou krví slovo „Karaboudjan“. Zanedlouho mu kapsář ukradne peněženku, ve které měl uložený svitek, a následně ho dokonce dva muži unesou a dostane se na loď Karaboudjan, kde se seznámí s kapitánem Haddockem, který mu prozradí tajemství Jednorožce…

## Obsazení
| Jamie Bell              | Tintin                                |
| Andy Serkis             | kapitán Haddock / Sir Francis Haddock |
| Simon Pegg a Nick Frost | Kadlec a Tkadlec                      |
| Daniel Craig            | Ivan Ivanovič Sacharin / Rudý Rackham |
| Tony Curran             | poručík Delacourt                     |
| Toby Jones              | Aristides Silk                        |
| Gad Elmaleh             | Omar Ben Salaad                       |
| Mackenzie Crook         | Ernie                                 |
| Daniel Mays             | Allan                                 |